# Kazuyuki Toda
Kazayuki Toda (戸田和幸?; Machida, 30 dicembre 1977) è un ex calciatore giapponese.